# 井上正任
井上 正任（いのうえ まさとう）は、常陸笠間藩第2代藩主、のち美濃郡上藩初代藩主。浜松藩井上家3代。

## 生涯
寛永7年（1630年）、笠間藩初代藩主（当時遠江横須賀藩主）井上正利の長男として生まれる。寛文9年（1669年）6月、父の隠居により家督を継いで笠間藩主となる。このとき、弟の井上正信に新田2000石、井上正興に1000石を分与している。9月に奏者番に任じられたが、延宝2年（1674年）6月に奏者番の任務において失態があったため、延宝3年（1675年）4月まで蟄居を命じられている。
天和3年（1683年）、江戸城三の丸の修理手伝いを命じられる。貞享2年（1685年）から翌年まで、越後騒動により改易された越後高田藩の高田城の在番を、信濃飯田藩主・堀親貞と共に務めた。在番中に堀が死去したため、溝口重雄と交替している。
元禄5年（1692年）11月12日に美濃郡上郡・越前大野郡に移封された（美濃郡上藩）。このとき、財政上の理由から家臣団をリストラしている。元禄6年（1693年）9月2日、家督を次男の正岑に譲って隠居した。元禄13年（1701年）12月16日に死去した。享年71。

## 系譜
父母
- 井上正利（父）
- 鳥居成次の娘（母）

正室
- 本多忠義の娘

子女
- 井上正幸（長男）生母は正室
- 井上正岑（次男）生母は正室
- 井上正長（三男）生母は正室
- 金森頼業正室、長女、生母は正室
- 酒井重英（五男）生母は正室
- 井上正照（六男）生母は正室
- 松平信輝正室、三女、生母は正室
- 丹羽氏音正室、四女